# تپه مزینگ
تپه مزینگ مربوط به سدهٔ ۸–۶ ه.ق است و در شهرستان ارومیه، بخش نازلو، دهستان نازلو چای، ۲/۵ کیلومتری شمال غرب روستای بهلول آباد واقع شده و این اثر در تاریخ ۲۵ آبان ۱۳۸۷ با شمارهٔ ثبت ۲۳۶۰۸ به‌عنوان یکی از آثار ملی ایران به ثبت رسیده است.